# Agartala Regional Gas Network
Agartala Regional Gas Network – газопровід на північному сході Індії, у штаті Трипура.
В 1975-му у Трипурі виявили перше газове родовище, за яким до кінця 1980-х років було ще чотири. У 1990-му почала роботу перша газова ТЕС Рокхія, майданчик якої із двома турбінами малої потужності знаходився біч-о-біч із установкою підготовки газу родовища Рокхія (Манік’янагар). Втім, прирощення ресурсної бази дало підстави узятись за створення першої газотранспортної системи штату, яка б дозволила залучити кілька родовищ до забезпечення потреб столичного району Агартали. 
Першим елементом системи стала введена в дію у 1997 році ділянка Доум – Ананднагар – NEEPCO, яка мала довжину 20 км та діаметр 300 мм. Вона сполучила родовища Агартала Доум (Agartala Dome) із ТЕС Агартала, якою опікується компанія North Eastern Electric Power Corporaton Limited (NEEPCO).
В 1998-му завершили другу ділянку Конабан – Ананднагар/Рокхія, що забезпечувала видачу продукції родовища Конабан. Її перші 3 км виконали в діаметрі 300 мм, після чого траса розгалужувалась на два відтинки, споруджені в діаметрі 200 мм – завдовжки 20 км до Ананднагару (де відбувалась врізка у згаданий вище трубопровід від Агартала Доум) та завдовжки 12 км до ТЕС Рокхія.
Робочий тиск Agartala Regional Gas Network становить 4,8 МПа.
Окрім живлення зазначених вище електростанцій, система забезпечує ресурсом газорозподільчу мережу компанії TNGCL.